# Медаль П'єра де Кубертена
Медаль П'єра де Кубертена (англ. Pierre de Coubertin medal) також знана як Медаль істинного духу спорту (англ. True Spirit of Sportsmanship medal) — особлива відзнака Міжнародного олімпійського комітету, одна з найпочесніших нагород, якої може бути удостоєний учасник Олімпійських ігор. Названа на честь П'єра де Кубертена, першого та почесного президента МОКу, за внесок у розвиток міжнародного олімпійського спорту.

## Опис медалі
Заснована у 1964 році.
Названа на честь П'єра де Кубертена, першого та почесного президента МОКу, за внесок у розвиток міжнародного олімпійського спорту.
На офіційній сторінці МОК сказано:
|  | це одна з найпочесніших нагород, якою може бути ушановано учасника Олімпійських ігор. |
Вручається за видатні прояви спортивного олімпійського духу.
Нагороду присуджують спортсменам, які відзначилися винятковими досягненнями та іншим людям за видатні заслуги у розвитку олімпійського руху.
Іноді розглядається як вища нагорода, навіть престижніша за золоту олімпійську медаль.
Серед нагороджених іменною медаллю Кубертена є відомі спортсмени та діячі олімпійського руху різних країн світу:
| №  | Прізвище та ім'я                      | Країна         | Подія, дата                                                                    |
| -- | ------------------------------------- | -------------- | ------------------------------------------------------------------------------ |
| 1  | Лутц Лонг                             | Німеччина      | Ігри XI Олімпіади (1936, Берлін). Нагороджений посмертно у 1964 р.             |
| 2  | Еудженіо Монті                        | Італія         | IX Зимові Олімпійські ігри (1964, Інсбрук).                                    |
| 3  | Лоуренс Лем'є                         | Канада         | Ігри XXIV Олімпіади (1988, Сеул).                                              |
| 4  | Раймонд Гафнер,                       | Швейцарія      | Нагороджений у 1999 р.                                                         |
| 5  | Еміль Затопек                         | Чехословаччина | Ігри XV Олімпіади (1952, Гельсінкі). Нагороджений посмертно у 2000 р.          |
| 6  | Спенсер Еклс                          | США            | XIX Зимові Олімпійські ігри (2002, Солт-Лейк-Сіті).                            |
| 7  | Вандерлей ді Ліма                     | Бразилія       | Ігри XXVIII Олімпіади (2004, Афіни).                                           |
| 8  | Шауль Ладані                          | Ізраїль        | «За видатні спортивні досягнення протягом чотирьох десятиліть», (2007, Мінськ) |
| 9  | Петар Купак, Павле Костов, Іван Булая | Хорватія       | Ігри XXIX Олімпіади (2008, Пекін).                                             |
| 10 | Річард Гарно                          | Канада         | Нагороджений посмертно під час XXII Зимових Олімпійських ігор (2014, Сочі).    |

У почесному переліку нагороджених іменною медаллю Кубертена ще багато інших постатей олімпійського руху.
На сьогодні почесної нагороди удостоєно 17 осіб.

## Особливості
Не треба плутати медаль П'єра де Кубертена з міжнародним призом П'єра де Кубертена за чесну гру, який щорічно вручається Міжнародним комітетом Fair Play, а також спеціальною медаллю МОК «За олімпійські ідеали», заснованої до 100-річчя МОК.